# Mad Love
Mad Love — десятый студийный альбом американской певицы Линды Ронстадт, вышедший в 1980 году на лейблах Elektra Records/Asylum Records. Он достиг миллионного тиража и золотого статуса RIAA. Номинация на премию «Грэмми» в категории «Лучшее женское вокальное рок-исполнение» (где конкурировала с такими звёздами как Марианна Фейтфулл, Джоан Арматрейдинг и Грейс Слик и уступила Пэт Бенатар).

## История
Пластинка поступила в продажу в феврале 1980 года.
Диск стал 7-м для Ронстадт диском с более чем миллионным тиражом.
Лонгплей получил положительные и умеренные отзывы музыкальных критиков и интернет-изданий, имел коммерческий успех и тираж в 0,5 млн копий в США и золотую сертификацию RIAA. Благодаря успеху синглов с альбома («How Do I Make You», «Hurt So Bad», «I Can’t Let Go») Линда Ронстадт была в 4-й раз названа журналом Billboard лучшей певицей года (#1 Female Artist of 1980), ранее она удостаивалась этой чести в 1975, 1977 и 1978 годах. Mad Love сразу дебютировал на пятом месте американском хит-параде Billboard Top LPs & Tape (рекордно высокий дебют для любого исполнителя на то время) и позднее занял 3-е место, проведя в общей сложности в нём более девяти месяцев.

## Список композиций
| №  | Название            | Автор(ы)                                    | Длительность |
| -- | ------------------- | ------------------------------------------- | ------------ |
| 1. | «Mad Love»          | Марк Голденберг                             | 3:40         |
| 2. | «Party Girl»        | Элвис Костелло                              | 3:22         |
| 3. | «How Do I Make You» | Билли Стейнберг                             | 2:25         |
| 4. | «I Can’t Let Go»    | Чип Тейлор, Аль Горгони                     | 2:44         |
| 5. | «Hurt So Bad»       | Тедди Рандаццо, Бобби Вайнштейн, Бобби Харт | 3:17         |

| №                   | Название               | Автор(ы)            | Длительность |
| ------------------- | ---------------------- | ------------------- | ------------ |
| 6.                  | «Look Out for My Love» | Нил Янг             | 3:29         |
| 7.                  | «Cost of Love»         | Марк Голденберг     | 2:38         |
| 8.                  | «Justine»              | Марк Голденберг     | 4:00         |
| 9.                  | «Girls Talk»           | Элвис Костелло      | 3:22         |
| 10.                 | «Talking in the Dark»  | Элвис Костелло      | 2:12         |
| Общая длительность: | Общая длительность:    | Общая длительность: | 31:09        |

## Участники записи
Приведены по сведениям базы данных Discogs, нумерация треков указана по изданию в формате компакт-диска.
| Музыканты: - Линда Ронстадт — вокал, бэк-вокал (в песнях 4, 6) - Билл Пейн — клавишные - Майкл Боддикер — синтезаторы (в песне 10) - Дэн Дагмор — электрогитара (в песнях 1—6, 8, 9, 10), соло на электрогитаре (в песнях 1, 6) - Марк Голденберг — электрогитара (в песнях 1—4, 7—10), бэк-вокал (в песнях 1, 3, 7), соло на электрогитаре (в песнях 3, 4) - Дэнни Кортчмар — электрогитара (в песне 5), соло на электрогитаре (в песне 5) - Майк Олдридж — добро (в песне 6) - Питер Бернштейн — акустическая гитара (в песне 9) - Боб Глауб — бас-гитара - Расс Кункель — ударные - Питер Эшер — бубен (в песне 4), перкуссия (в песне 9) | Музыканты: - Стив Форман — перкуссия (в песне 9) - Уодди Вахтель — бэк-вокал (в песнях 1, 7) - Николетт Ларсон — бэк-вокал (в песнях 3, 4, 9) - Розмари Батлер — бэк-вокал (в песнях 4, 9) - Кенни Эдвардс — бэк-вокал (в песне 8) - Эндрю Голд — бэк-вокал (в песне 8) Технический персонал: - Питер Эшер — музыкальный продюсер - Вал Гарай — звукорежиссёр, сведение - Нико Болас — ассистент звукозаписи - Дуг Сакс — мастеринг-инженер - Майк Риз — мастеринг-инженер - Джон Кош — арт-директор, дизайнер - Питер Хоу — фотография |

## Позиции в хит-парадах
| Год  | Хит-парад                                  | Высшая позиция | Пребывание в чарте |
| ---- | ------------------------------------------ | -------------- | ------------------ |
| 1980 | Австралия (Kent Music Report)              | 6              | нет данных         |
| 1980 | Великобритания (UK Albums Chart)           | 65             | 1 неделя           |
| 1980 | Канада (RPM 100 Albums)                    | 11             | 26 недель          |
| 1980 | Нидерланды (Nationale Hitparade LP Top 50) | 11             | 2 недели           |
| 1980 | Новая Зеландия (RMNZ)                      | 22             | 7 недель           |
| 1980 | Норвегия (VG-lista)                        | 34             | 4 недели           |
| 1980 | США (Billboard Top LPs & Tape)             | 3              | 36 недель          |

| Хит-парад (1980)                   | Позиция |
| ---------------------------------- | ------- |
| Канада (RPM Year-End)              | 50      |
| США (Billboard Top Popular Albums) | 27      |

## Сертификации и продажи
| Регион                                                      | Сертификация | Продажи    |
| ----------------------------------------------------------- | ------------ | ---------- |
| Австралия (ARIA)                                            | Платиновый   | 50 000^    |
| США (RIAA)                                                  | Платиновый   | 1 000 000^ |
| Япония                                                      | —            | 100 990    |
| ^ Данные о тиражах приведены только на основе сертификации. |              |            |